# Сал Махала
Сал Махала (грч. Κωνσταντινάτο, Константинато) је насељено место у општини Сер у периферији Средишња Македонија, Грчка. Према попису из 2021. године било је 269 становника.
Према бугарском географу и историчару, Василу Канчову, у Сал Махали је 1900. године живело 210 Словена хришћана. Током Другог балканског и Првог светског рата село је настрадало и већи део мештана је избегао, тако је после рата остало 78 житеља. Године 1924. словенско становништво је принудно исељено у Бугарску а на њихово место је насељено 57 грчких избегличких породица, којих је на попису из 1928. године било 326.